# アーサー・ヒル＝トレヴァー (初代ダンガノン子爵)
初代ダンガノン子爵アーサー・ヒル＝トレヴァー（英語: Arthur Hill-Trevor, 1st Viscount Dungannon PC (Ire)、出生名アーサー・ヒル（Arthur Hill）、1694年頃 – 1771年1月30日）は、アイルランド王国の政治家、貴族。初代ヒルズバラ子爵トレヴァー・ヒルは兄にあたる。

## 生涯
マイケル・ヒルとアン・トレヴァー（Anne Trevor、サー・ジョン・トレヴァーの娘）の次男として、1694年頃に生まれた。
1715年から1727年までヒルズバラ選挙区の代表として、1727年から1766年までダウン選挙区の代表としてアイルランド庶民院議員を務めた。議員を務める傍ら、1736年にダウン県長官を務め、1719年から1734年までアイルランド記録管理官（Keeper of the Records）を務め、1736年から1749年までアイルランド権利証書登録官（Registrar of Deeds）を務めた。1750年8月13日にアイルランド枢密院の枢密顧問官に任命された後、1754年から1755年までアイルランド財務大臣を務めた。また、1759年に議会の許可を得て「トレヴァー」を姓に加えた。
1766年2月17日、アイルランド貴族であるオールダーフリートのヒル男爵とダンガノン子爵に叙され、28日にアイルランド貴族院議員に就任した。
1771年1月30日にダブリンで死去、ダウン県ビーヴァー（Belvoir）で埋葬された。息子アーサーに先立たれたため、孫アーサーが爵位を継承した。

## 家族
アン・ディーン（Anne Deane、ジョセフ・ディーンの娘）と結婚したが、アンは結婚から1年後に死去した。
1737年1月12日、アン・スタッフォード（Anne Stafford、1715年12月22日 – 1799年1月13日、エドマンド・フランシス・スタッフォードの娘）と再婚した。
- アーサー（1738年12月24日 – 1770年6月19日） - レティシア・モレス（Letitia Morres、1801年12月7日没、初代マウントモレス子爵ハーヴィー・モレスの娘）と結婚、子供あり[3]。第2代ダンガノン子爵アーサー・ヒル＝トレヴァーの父
- アン（英語版）（1742年6月23日 – 1831年9月10日） - 1759年2月6日、第2代モーニントン男爵ギャレット・ウェズリー（後の初代モーニントン伯爵）と結婚、子供あり。初代ウェリントン公爵アーサー・ウェルズリーの母にあたる[4]
- プルーデンス（Prudence、1745年3月17日 – ?） - 1765年、チャールズ・ポウェル・レズリー（Charles Powell Leslie）と結婚[5]